# المظاهرة النسائية 1951
المظاهرة النسائية 1951 هي مظاهرة نسائية اندلعت في 19 فبراير عام 1951. من قاعة إيوارت بالجامعة الأمريكية بالقاهرة، قادت درية شفيق هذه المظاهرة المكونة من 1500 فتاة وسيدة مصرية من الاتحاد النسائي وجماعة بنت النيل، حيث قمن باقتحام البرلمان المصري في ظاهرة كانت تُعد الأولى من نوعها في مصر للمطالبة بحقوق المرأة والمطالبة بالسماح للنساء بالاشتراك في الكفاح الوطني والسياسي، وإصلاح قانون الأحوال الشخصية، وتساوي الأجور في العمل المتساوي. وهو بدوره ما عجل بعرض قانون على البرلمان المصري ينص على حق المرأة في الترشح وخوض الانتخابات البرلمانية بعد هذا الحدث بأسبوع واحد. وكان لتلك المظاهرة تأثير كبير فيما بعد، حيث كان لها الفضل في حصول المرأة المصرية على حق الانتخاب والترشح في دستور 1956.

## البدايات
بدأت القصة عندما سافرت درية شفيق للدراسة بجامعة السوربون في باريس، حيث حصلت منها على درجة الدكتوراه في الفلسفة عام 1940، وناقشت في رسالتها أن حقوق المرأة في الإسلام أضعاف حقوقها في أي تشريع آخر، ولكنها فوجئت بعد عودتها من فرنسا، أن عميد كلية الآداب بجامعة القاهرة يرفض تعيينها في الجامعة لأنها امرأة.

## تفاصيل الواقعة
اقتحمت المظاهرة مقر مجلس النواب المصري، حتى ينظر المجلس بجدية في مطالب المرأة، واستمرت 4 ساعات، ودخلت درية إلى نائب رئيس البرلمان، واتصلت هاتفيا بزكي باشا العرابي، رئيس المجلس، واستطاعت الحصول على وعد بالنظر في المطالب.
ولم تكتف بذلك، بل توجهت ومعها سيزا نبراوي في صباح اليوم التالي ومعهما وفد إلى قصر عابدين ليقدمن صورة من مطالبهن المقدمة للبرلمان ومنه توجهن إلى مجلس الوزراء لتلتقي رئيس مجلس الوزراء.

## التداعيات
نتيجة لذلك وبعد مرور شهر من الأحداث، تم استدعاء درية للمثول أمام المحكمة في مارس 1951، بتهمة اقتحام البرلمان، ورغم ذلك أدت تلك المظاهرة إلى عرض قانون على البرلمان المصري ينص على حق المرأة في الترشح وخوض الانتخابات البرلمانية عقب تنظيم المظاهرة بأسبوع واحد فقط. ومع ذلك كانت تلك القضية بابًا للمحاميات ليقلن 
| المظاهرة النسائية 1951 | نحن هنا مثلنا مثل الرجال وسندافع عن حقوقنا | المظاهرة النسائية 1951 |

 وتقدمن الدفاع عن درية شفيق وبينهن المحامية الشابة مفيدة عبدالرحمن.